# Metallyra aliberti
Metallyra aliberti là một loài bọ cánh cứng trong họ Cerambycidae.